# Tour der australischen Rugby-Union-Nationalmannschaft nach Südafrika 1963
| Tour der Wallabies nach Südafrika 1963 | Tour der Wallabies nach Südafrika 1963 | Tour der Wallabies nach Südafrika 1963 | Tour der Wallabies nach Südafrika 1963 | Tour der Wallabies nach Südafrika 1963 |
| Übersicht                              | S                                      | G                                      | U                                      | N                                      |
| -------------------------------------- | -------------------------------------- | -------------------------------------- | -------------------------------------- | -------------------------------------- |
| Test Matches                           | 04                                     | 02                                     | 0                                      | 2                                      |
| Sonstige Spiele                        | 20                                     | 13                                     | 1                                      | 6                                      |
| Gesamt                                 | 24                                     | 15                                     | 1                                      | 8                                      |
|                                        |                                        |                                        |                                        |                                        |
| Südafrika                              | 4                                      | 2                                      | 0                                      | 2                                      |

Die Tour der australischen Rugby-Union-Nationalmannschaft nach Südafrika 1963 umfasste eine Reihe von Freundschaftsspielen der Wallabies, der Nationalmannschaft Australiens in der Sportart Rugby Union. Das Team reiste von Juni bis September 1963 durch Südafrika und bestritt während dieser Zeit 24 Spiele. Dazu gehörten vier Test Matches gegen die Springboks, die mit je zwei Siegen und Niederlagen endeten. In den übrigen Spielen gegen regionale und nationale Auswahlteams mussten die Australier ein Unentschieden und sechs Niederlagen hinnehmen.

## Spielplan
- Hintergrundfarbe grün = Sieg
- Hintergrundfarbe gelb = Unentschieden
- Hintergrundfarbe rot = Niederlage

(Test Matches sind grau unterlegt; Ergebnisse aus der Sicht Australiens)
| #  | Datum              | Gegner                  | Ort            | Stadion                 | Ergebnis |
| -- | ------------------ | ----------------------- | -------------- | ----------------------- | -------- |
| 01 | 15. Juni 1963      | Eastern Transvaal       | Springs        | PAM Brink Stadium       | 14:0     |
| 02 | 18. Juni 1963      | North Eastern Districts | Burgersdorp    | Danie Craven Stadium    | 9:8      |
| 03 | 22. Juni 1963      | Boland                  | Wellington     | Boland Park             | 30:13    |
| 04 | 26. Juni 1963      | Southern Universities   | Kapstadt       | Newlands Stadium        | 8:11     |
| 05 | 29. Juni 1963      | Natal                   | Durban         | Kings Park Stadium      | 13:14    |
| 06 | 02. Juli 1963      | Rhodesien               | Kitwe          | Rhokana Ground          | 22:11    |
| 07 | 06. Juli 1963      | Rhodesien               | Harare         | Glamis Stadium          | 12:5     |
| 08 | 08. Juli 1963      | Transvaal               | Johannesburg   | Ellis Park Stadium      | 14:5     |
| 09 | 13. Juli 1963      | Südafrika               | Pretoria       | Loftus Versfeld Stadium | 3:14     |
| 10 | 17. Juli 1963      | South Western Districts | Mossel Bay     | van Riebeck Stadium     | 16:11    |
| 11 | 20. Juli 1963      | Griqualand West         | Kimberley      | De Beers Stadium        | 14:6     |
| 12 | 24. Juli 1963      | Northern Transvaal      | Pretoria       | Loftus Versfeld Stadium | 11:11    |
| 13 | 27. Juli 1963      | Border                  | East London    | Border Ground           | 6:3      |
| 14 | 31. Juli 1963      | Südwestafrika           | Windhoek       | National Stadium        | 24:6     |
| 15 | 03. August 1963    | Western Transvaal       | Potchefstroom  | Olën Park               | 14:12    |
| 16 | 06. August 1963    | Northern Universities   | Johannesburg   | Ellis Park Stadium      | 9:15     |
| 17 | 10. August 1963    | Südafrika               | Kapstadt       | Newlands Stadium        | 9:5      |
| 18 | 14. August 1963    | Eastern Province        | Port Elizabeth | Boet Erasmus Stadium    | 10:3     |
| 19 | 17. August 1963    | Junior Springboks       | Springs        | PAM Brink Stadium       | 5:12     |
| 20 | 20. August 1963    | Central Universities    | Bloemfontein   | Free State Stadium      | 28:11    |
| 21 | 24. August 1963    | Südafrika               | Johannesburg   | Ellis Park Stadium      | 11:9     |
| 22 | 31. August 1963    | Western Province        | Kapstadt       | Newlands Stadium        | 6:12     |
| 23 | 02. September 1963 | Orange Free State       | Bloemfontein   | Free State Stadium      | 8:14     |
| 24 | 07. September 1963 | Südafrika               | Port Elizabeth | Boet Erasmus Stadium    | 6:22     |

## Test Matches
| 13. Juli 1963 | Südafrika                                                           | 14 : 3        | Australien         | Loftus Versfeld Stadium, Pretoria Zuschauer: 52.000 Schiedsrichter: Edwin Hofmeyr (Südafrika) |
| 13. Juli 1963 | Versuche: Bedford Cilliers Erhöhungen: Oxlee Straftritte: Oxlee (2) | (6:0) Bericht | Versuche: McMullen | Loftus Versfeld Stadium, Pretoria Zuschauer: 52.000 Schiedsrichter: Edwin Hofmeyr (Südafrika) |

Aufstellungen:
- Südafrika: Tommy Bedford, Gert Cilliers, Frik du Preez, John Gainsford, Douglas Hopwood, Fanie Kuhn, Abie Malan , Avril Malan, Lofty Nel, Keith Oxlee, Diederick Putter, David Stewart, Jacobus Truter, Piet Uys, Lionel Wilson
- Australien: James Boyce, Gregory Davis, Beres Ellwood, John Freedman, Phil Hawthorne, Edward Heinrich, Peter Johnson, Peter Jones, Kenneth McMullen, James Miller, John O’Gorman, Peter Ryan, John Thornett , Jonathan White, John Williams

| 10. August 1963 | Südafrika                                | 5 : 9         | Australien                                              | Newlands Stadium, Kapstadt Zuschauer: 34.000 Schiedsrichter: Peter Myburgh (Südafrika) |
| 10. August 1963 | Versuche: Strafversuch Erhöhungen: Oxlee | (5:6) Bericht | Versuche: Boyce Straftritte: Casey Dropgoals: Hawthorne | Newlands Stadium, Kapstadt Zuschauer: 34.000 Schiedsrichter: Peter Myburgh (Südafrika) |

Aufstellungen:
- Südafrika: Tommy Bedford, Jannie Engelbrecht, John Gainsford, Douglas Hopwood, Fanie Kuhn, Abie Malan , Avril Malan, Lofty Nel, Keith Oxlee, Diederick Putter, Mannetjies Roux, Piet Uys, Hendrik van der Merwe, Lionel Wilson, Melville Wyness
- Australien: James Boyce, Terry Casey, Ken Catchpole, Peter Crittle, Gregory Davis, Beres Ellwood, Jules Guerassimoff, Philip Hawthorne, Robin Heming, Peter Johnson, Richard Marks, Ian Moutray, John O’Gorman, John Thornett , Jonathan White

| 24. August 1963 | Südafrika          | 9 : 11        | Australien                                                               | Ellis Park Stadium, Johannesburg Zuschauer: 65.000 Schiedsrichter: Peter Myburgh (Südafrika) |
| 24. August 1963 | Straftritte: Smith | (3:6) Bericht | Versuche: Williams Erhöhungen: Casey Straftritte: Casey Dropgoals: Casey | Ellis Park Stadium, Johannesburg Zuschauer: 65.000 Schiedsrichter: Peter Myburgh (Südafrika) |

Aufstellungen:
- Südafrika: Tommy Bedford, Gert Cilliers, Jannie Engelbrecht, John Gainsford, Ronald Hill, Fanie Kuhn, Avril Malan , Hannes Marais, Josua Prinsloo, Norman Riley, Johan Schoeman, Cornelius Smith, David Stewart, Hendrik van der Merwe, Lionel Wilson
- Australien: James Boyce, Terry Casey, Ken Catchpole, Peter Crittle, Gregory Davis, Beres Ellwood, Jules Guerassimoff, Philip Hawthorne, Robin Heming, Peter Johnson, Richard Marks, John O’Gorman, John Thornett , Jonathan White, John Williams

| 7. September 1963 | Südafrika                                                                          | 22 : 6        | Australien                              | Boet Erasmus Stadium, Port Elizabeth Zuschauer: 46.500 Schiedsrichter: Peter Myburgh (Südafrika) |
| 7. September 1963 | Versuche: Gainsford Malan Naude Erhöhungen: Oxlee (2) Straftritte: Naude Oxlee (2) | (3:3) Bericht | Straftritte: Casey Dropgoals: Hawthorne | Boet Erasmus Stadium, Port Elizabeth Zuschauer: 46.500 Schiedsrichter: Peter Myburgh (Südafrika) |

Aufstellungen:
- Südafrika: Tommy Bedford, Gert Cilliers, Corra Dirksen, John Gainsford, Douglas Hopwood, Abie Malan , Mof Myburgh, Jacobus Naude, Keith Oxlee, Diederick Putter, Johan Schoeman, Cornelius Smith, David Stewart, Hendrik van der Merwe, Lionel Wilson
- Australien: James Boyce, Ken Catchpole, Terry Casey, Peter Crittle, Gregory Davis, Beres Ellwood, Jules Guerassimoff, Philip Hawthorne, Robin Heming, Peter Johnson, Richard Marks, John O’Gorman, John Thornett , Jonathan White, John Williams